# Creu de Brígida

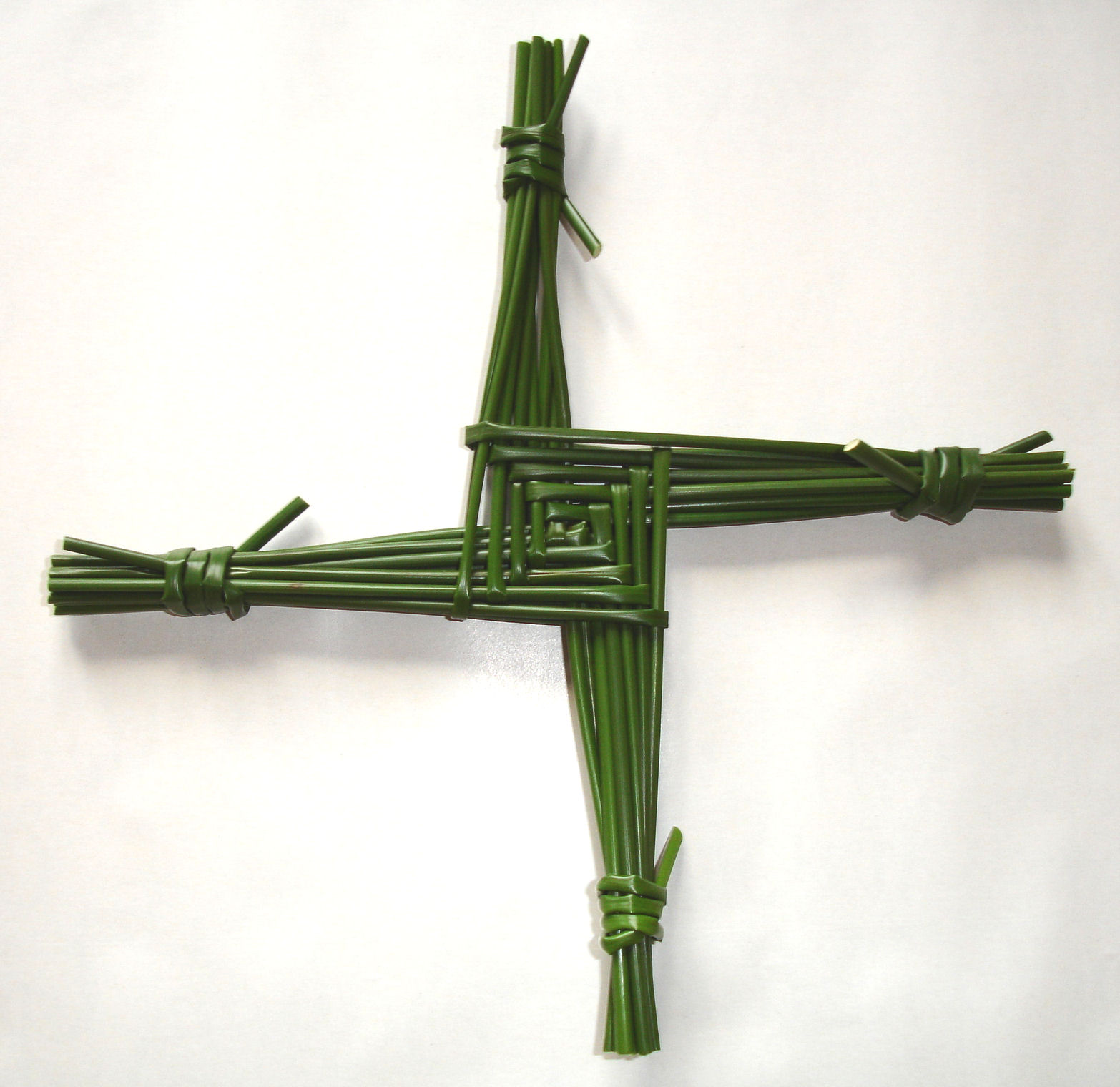
Creu de Brígida

La creu de Brígida (en irlandès: Cros Bríde, Crosóg Bríde o Bogha Bríde) és una petita creu feta amb joncs entreteixits, amb quatre braços —històricament també hi va haver versions de tres braços— lligats als extrems, i un quadrat també fet amb joncs, en el mig.
Les creus de Brígida acostumen a associar-se amb Brígida d'Irlanda, patrona d'Irlanda; es fan tradicionalment el dia de la festa de Santa Brígida, l'1 de febrer, que a l'antiguitat se celebrava com una festa pagana —Imbolc— que marcava el començament de la primavera. hi ha molts rituals associats amb la realització de les creus i era costum posar-les sobre les portes d'entrada i finestres per protegir les cases de qualsevol tipus de mal.

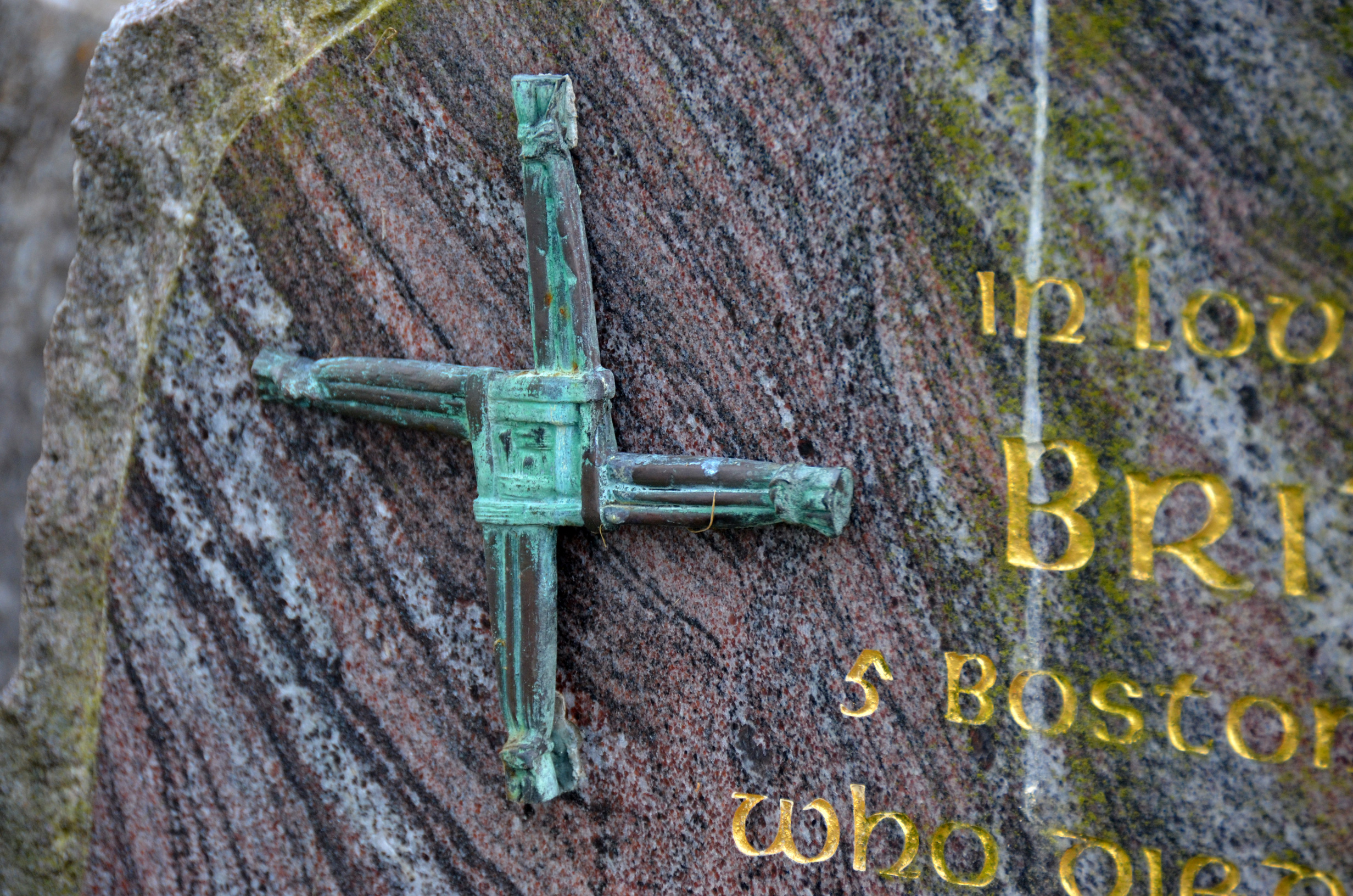
Una creu en una làpida a Irlanda

## Orígens celtes
La presència d'aquesta creu a Irlanda és probablement més antiga que el cristianisme. La deessa Brigid era una dels Tuatha Dé Danann; el dia de la seva festa era el dia de Imbolc i la creu feta de joncs és, molt probablement, l'adaptació d'un símbol pagà amb un significat original localment viu fins a principis del segle XX a la Irlanda rural. Roman d'aquella tradició el significat de la creu posterior, com quan es diu que serveix per protegir una casa del foc, fet que no encaixa amb cap episodi de la història cristiana de Santa Brígida i, per tant, és probable que una part de l'antiga tradició espiritual encara hi sigui present darrere la festa.

## Símbol
En certa manera, la creu s'ha convertit en un dels símbols d'Irlanda junt amb el shamrock i l'arpa celta. La creu ha aparegut en els identificatius utilitzats per la cadena estatal de televisió, la RTÉ, des del disseny original de 1960 fins a la dècada de 1990, antigament era el símbol del Departament de Salut d'Irlanda, i segueix formant part del logotip de la An Bord Altranais, la Junta d'Infermeria d'Irlanda.